# Entamoeba histolytica
Entamoeba histolytica er en anaerob protozo, der inficerer menesker, og forårsager sygdommen amøbedysenteri (amøbiasis).
De findes overvejende i troperne.
De findes i to stadier: som frie amøber, også kaldet trophozoiter og som indkapslede cyster.
Det er i cysteformen at de kan smitte, idet de indkapslede cyster kan overleve turen gennem fordøjelsessystemet.
De udskilles med afføringen hos inficerede, og ved dårlig hygiejne smitter de "fækalt-oralt".